# Зейналов, Хаял Амрах оглы
Хаял Амрах оглы Зейналов (азерб. Zeynalov Xəyal Əmrah oğlu; 13 мая 1982, Кировабад, Азербайджанская ССР) — азербайджанский футболист, амплуа — голкипер.

## Биография
Родившийся в 1982 году в Кировабаде (ныне Гянджа) Хаял Зейналов начал учиться азам футбола в возрасте 11 лет в детской футбольной школе при ФК «Кяпаз» под руководством опытного наставника Фуада Исмайлова. Провел здесь 5 лет. В 2000—2004 годах являлся студентом факультета игровых видов спорта (футбол) Азербайджанской государственной академии физической культуры и спорта. Женат, имеет двоих сыновей.
В июне 2013 года принимал участие на тренерских лицензионных курсах категории «С», проводимых со стороны АФФА — Ассоциации Футбольных Федераций Азербайджана.

## Клубная карьера

### Чемпионат
Являющийся воспитанником гянджинской школы футбола Хаял Зейналов начал карьеру футболиста в 1998 году в молодёжном составе ФК «Кяпаз» Гянджа. В 1999 году перешёл в основной состав, где провел 6 лет.
В 2004 году переходит в стан габалинского «Гилана», где проводит полтора года. В 2006 году пол сезона выступает в составе ФК «Олимпик Шувелян». Далее, в сезоне 2007—2008 годов становится игроком клуба первого дивизиона «АБН Барда».
В 2008 году возвращается в состав ФК «Кяпаз», где проводит три сезона. С сентября по декабрь 2011 года, на правах аренды выступает за гянджинский клуб «Тарагги». Через 4 месяца, в декабре 2011 года вновь возвращается в свой родной клуб «Кяпаз».

## Кубок УЕФА
Дебютировал в Еврокубках 8 августа 2000 года, будучи в возрасте 18 лет, в первом матче предварительного раунда Кубка УЕФА в Баку, против турецкого ФК «Антальяспор».

## Сборная Азербайджана

### Юношеские сборные
Защищал цвета юношеских сборных Азербайджана до 17 и 19 лет.

## Достижения
В составе ФК «Кяпаз» Гянджа добивался следующих результатов:
- 1999 год — чемпион Премьер-Лиги
- 2000 год — победитель Кубка Азербайджана
- 2009 года — чемпион Первого Дивизиона